# Rudolf Seiferlein
Rudolf „Rudi“ Seiferlein (* 21. März 1921 in Neu-Isenburg; † 14. Dezember 2010 ebenda) war ein deutscher Großhandelskaufmann, der sich durch ehrenamtliches Wirken in seiner Heimatstadt verdient machte.

## Leben
Seiferlein geriet im Zweiten Weltkrieg in sowjetische Kriegsgefangenschaft, aus der er erst 1950 zurückkehrte. Zurück in Neu-Isenburg trat er der Spvgg. 03 Neu-Isenburg bei, wo er bis 1970 in verschiedenen Positionen tätig war, unter anderem als erster Vorsitzender.
Er führte ab 1970 den Vorsitz der von ihm 1964 mitbegründeten Interessengemeinschaft Vereine – einer Dachinstitution, welcher 2010 63 Vereine mit insgesamt 9940 Mitgliedern angehörten – und wurde 1978 zu deren Ehrenvorsitzenden ernannt. Seiferlein galt in seiner Heimatstadt als nach dem Bürgermeister bestinformierter Bürger und wurde im Volksmund oft als „Oberbürgermeister“ bezeichnet. Er war für die Stadt als Ansprechpartner und Vermittler in Vereinsangelegenheiten tätig und an einer Vielzahl sportlicher, kultureller und sozialer Initiativen teils maßgeblich beteiligt, darunter Neubauten und Sanierungen von Sport- und Kulturanlagen wie des örtlichen Vereinshauses.
Seiferlein wurde für sein ehrenamtliches Engagement mit der Ehrenplakette und der Großen Ehrenplakette der Stadt Neu-Isenburg, dem Ehrenbrief des Landes Hessen und dem Bundesverdienstkreuz ausgezeichnet. 2014 widmete die Stadt Neu-Isenburg ihm eine neu gebaute Freizeit- und Sporthalle.